# Iati
Iati är en kommun i Brasilien.   Den ligger i delstaten Pernambuco, i den östra delen av landet, 1 400 km nordost om huvudstaden Brasília. Antalet invånare är 18 271.
Omgivningarna runt Iati är huvudsakligen savann. Runt Iati är det ganska tätbefolkat, med 52 invånare per kvadratkilometer.